# Tensore degli sforzi elettromagnetico
In fisica, il tensore degli sforzi elettromagnetico è il tensore energia impulso associato al campo elettromagnetico. 

## Definizione
Nel sistema internazionale di unità di misura e nello spaziotempo piatto il tensore degli sforzi elettromagnetico è definito come:
{\displaystyle T^{\mu \nu }={\frac {1}{\mu _{0}}}\left[F^{\mu \alpha }F^{\nu }{}_{\alpha }-{\frac {1}{4}}\eta ^{\mu \nu }F_{\alpha \beta }F^{\alpha \beta }\right]}
dove {\displaystyle F^{\mu \nu }} è il tensore elettromagnetico. La forma matriciale esplicita è:
{\displaystyle T^{\mu \nu }={\begin{bmatrix}{\frac {1}{2}}(\varepsilon _{0}E^{2}+{\frac {1}{\mu _{0}}}B^{2})&S_{x}/c&S_{y}/c&S_{z}/c\\S_{x}/c&-\sigma _{xx}&-\sigma _{xy}&-\sigma _{xz}\\S_{y}/c&-\sigma _{yx}&-\sigma _{yy}&-\sigma _{yz}\\S_{z}/c&-\sigma _{zx}&-\sigma _{zy}&-\sigma _{zz}\end{bmatrix}}}
in cui {\displaystyle \mathbf {S} } è il vettore di Poynting, {\displaystyle \eta _{\mu \nu }} il tensore metrico dello spaziotempo di Minkowski:
{\displaystyle \eta _{\mu \nu }\!={\begin{pmatrix}-1&0&0&0\\0&1&0&0\\0&0&1&0\\0&0&0&1\end{pmatrix}}}
e {\displaystyle \sigma _{ij}} il tensore degli sforzi di Maxwell:
{\displaystyle \sigma _{ij}=\varepsilon _{0}E_{i}E_{j}+{\frac {1}{\mu _{0}}}B_{i}B_{j}-{\frac {1}{2}}\left({\varepsilon _{0}E^{2}+{\frac {1}{\mu _{0}}}B^{2}}\right)\delta _{ij}}
Si noti che {\displaystyle c^{2}={\frac {1}{\varepsilon _{0}\mu _{0}}}} dove c è la velocità della luce.
A partire dalle equazioni di Maxwell si mostra che il tensore degli sforzi elettromagnetico è relazionato con il tensore elettromagnetico e con la quadricorrente dalle seguenti relazioni:
{\displaystyle {T^{\alpha \beta }}\partial _{\beta }+F^{\alpha \beta }J_{\beta }=0\qquad \eta _{\alpha \nu }{T^{\nu \beta }}\partial _{\beta }+F_{\alpha \beta }J^{\beta }=0}
che esprimono la conservazione dell'impulso e dell'energia associati al campo elettromagnetico. Considerando la forza di Lorentz si ha inoltre:
{\displaystyle f^{\alpha }=-{T^{\alpha \beta }}\partial _{\beta }}

### In unità CGS
Nel sistema sistema CGS si sostituisce {\displaystyle \varepsilon _{0}} con {\displaystyle {\frac {1}{4\pi }}} e {\displaystyle \mu _{0}} con {\displaystyle 4\pi }:
{\displaystyle T^{\mu \nu }={\frac {1}{4\pi }}[F^{\mu \alpha }F^{\nu }{}_{\alpha }-{\frac {1}{4}}\eta ^{\mu \nu }F_{\alpha \beta }F^{\alpha \beta }]}
la cui forma matriciale risulta:
{\displaystyle T^{\mu \nu }={\begin{bmatrix}{\frac {1}{8\pi }}(E^{2}+B^{2})&S_{x}/c&S_{y}/c&S_{z}/c\\S_{x}/c&-\sigma _{xx}&-\sigma _{xy}&-\sigma _{xz}\\S_{y}/c&-\sigma _{yx}&-\sigma _{yy}&-\sigma _{yz}\\S_{z}/c&-\sigma _{zx}&-\sigma _{zy}&-\sigma _{zz}\end{bmatrix}}}
dove il vettore di Poynting prende la forma:
{\displaystyle \mathbf {S} ={\frac {c}{4\pi }}\mathbf {E} \times \mathbf {B} }

## Derivazione
Si consideri un sistema in cui l'azione ha la forma data dall'integrale quadridimensionale:
{\displaystyle S=\int \lambda \left(q,{\frac {\partial q}{\partial x^{i}}},t\right)dVdt=\int \lambda d\Omega }
dove {\displaystyle \lambda } è la densità di lagrangiana relativa all'elemento di volume {\displaystyle dV}. L'equazione del moto assume la forma:
{\displaystyle {\frac {\partial }{\partial x^{i}}}{\frac {\partial \lambda }{\partial ({\frac {\partial q}{\partial x^{i}}})}}-{\frac {\partial \lambda }{\partial q}}=0}
dove l'indice ripetuto implica la sommatoria, secondo la notazione di Einstein. Se si definisce il tensore energia impulso come:
{\displaystyle T_{i}^{k}={\frac {\partial q}{\partial x^{i}}}{\frac {\partial \lambda }{\partial ({\frac {\partial q}{\partial x^{k}}})}}-\delta _{i}^{k}\lambda }
il teorema della divergenza consente di trasformare l'equazione di continuità:
{\displaystyle {\frac {\partial T_{i}^{k}}{\partial x^{k}}}=0}
nell'integrale di flusso attraverso la ipersuperficie che delimita il volume:
{\displaystyle \int {\frac {\partial T_{i}^{k}}{\partial x^{k}}}d\Omega =\alpha \int T^{ik}dS_{k}=P^{i}}
dove {\displaystyle P^{i}} è il quadrimpulso del sistema e {\displaystyle \alpha } un termine costante che si pone solitamente pari a {\displaystyle 1/c}. La relazione stabilisce che {\displaystyle P^{i}} si conserva.
Nel caso l'energia sia quella associata al campo elettromagnetico, la lagrangiana è data da:
{\displaystyle \lambda =-{\frac {1}{16}}F_{kl}F^{kl}}
Si definisce in tale contesto il tensore energia impulso come:
{\displaystyle T_{i}^{k}={\frac {\partial A_{l}}{\partial x^{i}}}{\frac {\partial \lambda }{\partial ({\frac {\partial A_{l}}{\partial x^{k}}})}}-\delta _{i}^{k}\lambda }
dove le coordinate generalizzate sono rimpiazzate dalle componenti del quadripotenziale. La variazione di {\displaystyle \lambda } è:
{\displaystyle \delta \lambda =-{\frac {1}{4\pi }}F_{ij}\delta {\frac {\partial A_{l}}{\partial x^{k}}}}
e si ha quindi che la sua derivata ha la forma:
{\displaystyle {\frac {\partial \lambda }{\partial ({\frac {\partial A_{l}}{\partial x^{k}}})}}=-{\frac {1}{4\pi }}F^{kl}}
da cui:
{\displaystyle T_{i}^{k}=-{\frac {1}{4\pi }}{\frac {\partial A_{l}}{\partial x^{i}}}F^{kl}+{\frac {1}{16}}\delta _{i}^{k}F_{lm}F^{lm}\qquad T^{ik}=-{\frac {1}{4\pi }}{\frac {\partial A_{l}}{\partial x^{i}}}F_{l}^{k}+{\frac {1}{16}}g^{ik}F_{lm}F^{lm}}
Per rendere simmetrico tale tensore si aggiunge la quantità {\displaystyle {\frac {1}{4\pi }}{\frac {\partial A_{i}}{\partial x^{l}}}F_{l}^{k}}. Inoltre, 
dal fatto che non vi sono cariche le equazioni di Maxwell implicano {\displaystyle {\frac {\partial F_{l}^{k}}{\partial x^{l}}}=0}, ed in questo modo si ottiene:
{\displaystyle {\frac {1}{4\pi }}{\frac {\partial A_{i}}{\partial x^{l}}}F_{l}^{k}={\frac {1}{4\pi }}{\frac {\partial }{\partial x_{l}}}(A^{i}F_{l}^{k})}
Sfruttando la forma di tensore elettromagnetico:
{\displaystyle F_{il}=\partial _{i}A^{l}-\partial _{l}A^{i}}
si giunge all'espressione del tensore energia impulso associato al campo elettromagnetico:
{\displaystyle T^{ik}={\frac {1}{4\pi }}\left(-F_{il}F_{l}^{k}+{\frac {1}{4}}g^{ik}F_{lm}F^{lm}\right)}

## Leggi di conservazione
Il tensore degli sforzi elettromagnetico permette di scrivere in modo compatto le leggi di conservazione della quantità di moto e dell'energia elettromagnetica:
{\displaystyle \partial _{\nu }T^{\mu \nu }+\eta ^{\mu \rho }\,f_{\rho }=0}
dove {\displaystyle f_{\rho }} è la densità della forza di Lorentz.
La precedente relazione è equivalente alle leggi di conservazione:
{\displaystyle {\frac {\partial u_{em}}{\partial t}}+\mathbf {\nabla } \cdot \mathbf {S} +\mathbf {J} \cdot \mathbf {E} =0}
{\displaystyle {\frac {\partial \mathbf {p} _{em}}{\partial t}}-\mathbf {\nabla } \cdot \sigma +\rho \mathbf {E} +\mathbf {J} \times \mathbf {B} =0}
dove {\displaystyle u_{em}} è la densità di energia elettromagnetica
{\displaystyle u_{em}={\frac {\varepsilon _{0}}{2}}E^{2}+{\frac {1}{2\mu _{0}}}B^{2}}
e {\displaystyle \mathbf {p} _{em}} è la densità di quantità di moto elettromagnetica:
{\displaystyle \mathbf {p} _{em}={\mathbf {S}  \over c^{2}}}
mentre {\displaystyle \rho } è la densità di carica elettrica volumica.
La prima legge di conservazione esprime il teorema di Poynting, mentre la seconda la conservazione della quantità di moto elettromagnetica.
Se non vi sono presenti le sorgenti del campo l'equazione di conservazione si riduce alla sua espressione omogenea:
{\displaystyle \partial _{\nu }T^{\mu \nu }=0}
Se la sorgente è invece un insieme di particelle cariche, allora:
{\displaystyle \int _{V}f_{\rho }d^{3}x={\frac {\mathrm {d} }{\mathrm {d} t}}P_{\mathrm {Part} }^{\rho }}
dove {\displaystyle P_{\mathrm {Part} }^{\rho }} è la somma delle quantità di moto di tutte le particelle. Si ha che:
{\displaystyle \int _{V}(\partial _{\nu }T^{\mu \nu }+f_{\rho })d^{3}x={\frac {\mathrm {d} }{\mathrm {d} t}}(P_{\mathrm {Campo} }^{\rho }+P_{\mathrm {Part} }^{\rho })=0}
che è una formulazione equivalente della legge di conservazione dell'energia.